# Мікс Індрашіс
Мікс Індрашіс (латис. Miks Indrašis; 30 вересня 1990, м. Рига, СРСР) — латвійський хокеїст, правий нападник. Виступає за «Динамо» (Рига) у Континентальній хокейній лізі.
Вихованець хокейної школи «Металургс» (Лієпая). Виступав за «Металургс» (Лієпая), СК ЛСПА/Рига, ХК «Рига 2000», «Динамо-Юніорс» (Рига), ХК «Рига».
У складі молодіжної збірної Латвії учасник чемпіонату світу 2010. У складі юніорської збірної Латвії учасник чемпіонату світу 2008 (дивізіон I).